# David Archuleta

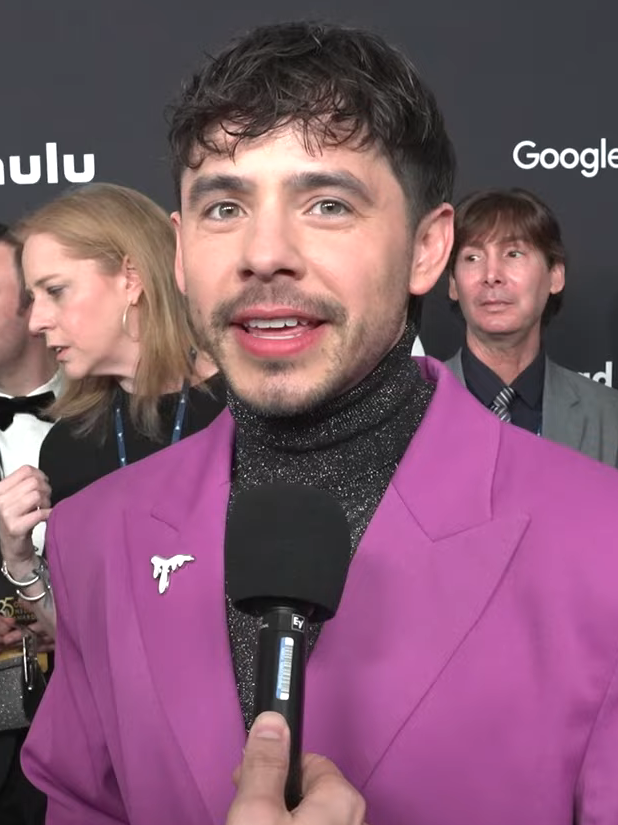
David Archuleta (2024)

David James Archuleta (* 28. Dezember 1990 in Miami, Florida) ist ein US-amerikanischer Popsänger.

## Biografie
Archuleta begann früh mit dem Singen und nahm in seiner Heimat Utah an mehreren Talentshows teil. Bei einer Neuauflage von Star Search gewann er 2003 den Titel des Junior Vocal Champions.
Landesweit bekannt wurde Archuleta durch die Casting-Show American Idol. In der siebten Staffel Anfang 2008 wurde er als jüngster Teilnehmer Zweiter hinter David Cook. Bereits unmittelbar nach der Show wurden die dort dargebotenen Songs zahlreich bei iTunes nachgefragt, und so hatte nicht nur Cook in der Woche darauf elf Lieder in den Billboard Hot 100, auch Archuleta konnte seine drei Finalsongs in den offiziellen US-Charts unterbringen, seine Version von John Lennons Imagine brachte es auf Platz 36.
Im August erschien dann seine erste eigene Single Crush, die sofort auf Platz 2 der Charts einstieg und damit um einen Platz besser war, als das Debüt seines Showkonkurrenten. Im November 2008 erschien das Debütalbum David Archuleta begleitet von einer Neuaufnahme von Robbie Williams’ Angels. Außerdem hatte David Archuleta einen Gastauftritt bei iCarly in der Folge „Amerika singt“ und in Hannah Montana in der Folge „Der Abschlussball“.
2009 gewann er drei Teen Choice Awards in den Kategorien „Breakout Star“, „Best Love Song“ (für Crush) und „Best Music Tour“ (mit Demi Lovato). 
2010 gewann er einen Teen Choice Award in der Kategorie „Best American Idol Album“. 2012 erschien nach den Singles Nandito Ako und Forevermore im April das Album Forevermore. Im August 2012 erschien sein Album Begin. Das war sein nächstes Album mit Coverversionen und eigenen Songs.
Im Mai 2023 erreichte Archuleta als Macaw im Finale der neunten Staffel der US-amerikanischen Version von The Masked Singer den zweiten Platz.

## Diskografie
Alben
- David Archuleta (2008)
- Christmas from the Heart (2009)
- The Other Side of Down (2010)
- Forevermore (2012)
- Begin (2012)
- No Matter How Far (2013)
- Postcards in the Sky (2017)
- Winter in the Air (2018)
- Therapy Sessions (2020)

Singles
- Imagine (2008)
- Don’t Let the Sun Go Down on Me (2008)
- In This Moment (2008)
- Longer (2008)
- Think of Me (2008)
- Angels (2008)
- Crush (2008)
- A Little Too Not Over You (2009)
- Touch My Hand (2009)
- I Wanna Know You – mit Hannah Montana (2009)
- Something ’Bout Love (2010)
- Elevator (2010)
- Everything & More (2011)
- Wait (2011)
- Forevermore (2012)
- Nandito Ako (2012)
- I’ll Never Go (2012)
- Broken (2012)